# Графтон (Западна Вирџинија)
Графтон (енгл. Grafton) град је у америчкој савезној држави Западна Вирџинија.

## Демографија
По попису из 2010. године број становника је 5.164, што је 325 (-5,9%) становника мање него 2000. године.
| Група             | 2000.         | 2010.         |
| Белци             | 5.355 (97,6%) | 4.983 (96,5%) |
| Афроамериканци    | 46 (0,8%)     | 37 (0,7%)     |
| Азијати           | 9 (0,2%)      | 9 (0,2%)      |
| Хиспаноамериканци | 37 (0,7%)     | 46 (0,9%)     |
| Укупно            | 5.489         | 5.164         |